# Alfred Sturtevant
Alfred Henry Sturtevant, född 1891, död 5 april 1970, var en amerikansk genetiker. Han är mest känd för sitt arbete med modellorganismen bananfluga och för att han var den första att visa genernas linjära följd och kartlägga deras positioner på en kromosom.

## Biografi
Alfred Sturtevant föddes år 1891 i den amerikanska småstaden Jacksonville, Illinois.
Sturtevant påbörjade sina universitetsstudier vid Columbia University, 1912 tog han kandidatexamen och 1914 sin Ph.D. med Thomas Hunt Morgan som handledare. Mellan åren 1915 och 1928 arbetade han som forskare vid Carnegie Institution. 1928 flyttade han till Pasadena, Kalifornien och började arbeta vid California Institute of Technology. Där ingick han i en forskningsgrupp tillsammans med nobelpristagaren, och sin tidigare handledare Thomas Hunt Morgan samt ett antal andra mycket framstående genetiker som George Wells Beadle, Theodosius Dobzhansky, Sterling Emerson och Jack Schultz. Officiellt arbetade fram till 1962 då han vid 70 års ålder och efter 42 år vid California Institute of Technology slutade och blev professor emeritus. Trots detta fortsatte han att tillbringa mycket tid vid laboratoriet och arbetade vidare med sin forskning fram till strax före sin död.
Han var en av de första personer som varnade om de faror med strålning som kärnvapenprov och radioaktivt nedfall innebär.
Han dog år 1970, 78 år gammal i Pasadena, Kalifornien. Tillsammans med sin fru Phoebe fick han tre barn, ett av dessa barn är antropologen William C. Sturtevant.

## Sturtevants forskning
Sturtevant var en av de genetiker som la grunden för den moderna genetiken. I sin forskningen använde han främst modellorganismen bananfluga men han studerade även andra arter inom släktet och beskrev flera nya arter såsom Drosophila hydei och Drosophila willistoni. Han var även den som påbörjade indelningen av Drosophila i undersläkten och artgrupper.

## Priser och utmärkelser
- Kimber Genetics Award, 1957[2]
- John J. Carty Award for the Advancement of Science, 1965[2]
- National Medal of Science, 1967[2]
- Hedersdoktor vid Princeton University, Yale University och University of Pennsylvania.[2]
- Brachydeutera sturtevanti, Cladochaeta sturtevanti och Drosophila sturtevanti är arter som blivit namngivna efter Sturtevant.